# Honda Hornet
Pour les articles homonymes, voir Hornet.
La Hornet (frelon en anglais) est un modèle de motocyclette, de type roadster, du constructeur japonais Honda.
La 600 Hornet est lancée en 1998, et reprend le nom et l'esprit de la 250 Hornet, commercialisée uniquement au Japon et au Royaume-Uni.
Elle utilise le moteur de quatre cylindres de la 600 CBR modèle 1995. Il délivre 96 chevaux à 12 000 tr/min.
En 2000, la jante avant passe en 17 pouces. la Hornet se voit doublée d'une version S, avec un carénage tête de fourche. Devant le peu de succès de ce modèle, Honda décide de le retirer du catalogue en 2002.
En 2002, forte de son succès commercial, la 600 se voit rejointe par la 900 Hornet. Le moteur de 919 cm3 est tiré de la 900 CBR modèle 1998. La puissance est diminuée à 110 chevaux à 9 110 tr/min (106 chevaux en France).
Le cadre est le même que sur la 600, mais il est renforcé sur ses parois. La suspension avant est, elle aussi, renforcée avec une fourche de 43 mm de diamètre. Les étriers de frein avant passent à quatre pistons.
Fin 2003, le modèle est modifié avec de nouveaux optiques avant et arrière, un réservoir légèrement plus grand, un pot d'échappement catalytique, des suspensions plus fermes, un system de codage de clef HISS un guidon légèrement plus haut et une selle plus confortable. Ce modèle, dans ses débuts, ne sera commercialisé qu'en trois coloris: gris mat, bleu mat et noir brillant. D'autres suivront par la suite.
Pour 2005, la Hornet adopte un grand nombre de modifications sur la même base. Outre la refonte de l'esthétique (compteur, saut de vent couleurs), elle cède à la mode de la fourche inversée.
En 2006, une série spéciale appelée Wakizashi permet d'écouler les stocks de modèles 2005 à moindre frais. Honda a ajouté deux écopes de radiateur et un sabot moteur.
En 2007, la 600 ne fait plus que 173 kg à vide (198 kg tous pleins faits pour la version standard, 203 kg pour la version ABS CBS), mue par un bloc moteur étroitement dérivé du quatre cylindres de la sportive de la marque (CBR 600 RR 2007, la cartographie ainsi que les profils de levées de cames ont été modifiés pour un offrir un moteur moins puissant mais avec plus de couple correspondant plus à l'usage d'un roadster), ce bloc injecté développe son couple maximal de 63,5 N m à 10 500 tr/min et affiche une puissance maximale de 75 kW (soit 102 ch) à 12 000 tr/min, la vitesse maximale se porte à 240 km/h.
L'adoption d'une chambre de tranquillisation des gaz d'échappement afin de répondre aux normes anti-pollution entraine la migration du système d'échappement sous le bloc moteur, l'embrayage multi-disques en bain d'huile entraine une boîte de vitesses 6 rapports à commande mécanique, la transmission finale se fait par une chaine dont la tension est maintenue par un système dit "à roue tirée", l'adoption d'un nouveau cadre mono-poutre améliore la rigidité de l'ensemble. L'amortissement est désormais assuré par une fourche inversée à cartouche de Ø41 mm HMAS (Honda Multi-Action System) réglable en précharge ainsi qu'en hydraulique à partir des millésimes 2009 complétant un mono-amortisseur réglable en précharge dont seule la composante hydraulique de détente est réglable, l'implantation de celui-ci directement sur le bras oscillant sans l'intermédiaire de biellettes nuit sensiblement au confort de la machine.
Le système de freinage se compose de 2 étriers 4 pistons à l'avant et d'un étrier simple à l'arrière sur la version standard, la version ABS (en option) est dotée du système Honda single CBS (Combined Brake System) qui utilise 2 étriers 6 pistons à l'avant, le système de freinage couplé CBS permet d'actionner l'étrier arrière couplé aux pistons centraux des étriers avant à l'aide de la pédale de frein, le levier de frein actionnant quant à lui les 4 pistons extrêmes des étriers avant. Une version 34 ch (25 kW) est disponible pour les jeunes permis ayant obtenu(e)s leur sésame avant 21 ans (en France).
Elle est également entièrement restylée par des lignes plus tendues, un pot d'échappement et un tableau de bord triangulaire regroupant un compte-tour analogique et un compteur digital présentant la vitesse, une jauge de carburant de type barregraph, 3 trips kilométriques (A ou B ou décompte kilométrique sélectionnable au tableau de bord) ainsi qu'un totalisateur. Elle gagne en confort d'utilisation avec un réservoir plus important d'une contenance de 18 litres, les principales options disponibles au catalogue constructeur sont : saute vent, lèche-roue, antivol logeable dans le coffre de selle qui est petit, poignées chauffantes, liseré de jante. Le système HISS (Honda Ignition Security System) de clé codée par transpondeur, monté de série permet de limiter le vol d'emprunt, véritable fléau sur ce type de machine.
En 2011, la 600 subit une légère refonte esthétique, le bloc optique a été revu et intègre désormais un tableau de bord entièrement digital ainsi le compte tour est désormais de type barregraph.
Ce nouveau tableau de bord permet désormais de connaitre sa consommation moyenne (l/100 km ou km/l) et sa consommation en litre depuis la dernière remise à zéro du tip kilométrique A.
L'arrière a été affiné et n'intègre plus des poignées pour le passager mais des encoches sous la selle. Le feu arrière est désormais composé de leds.
Le Honda 600 Hornet, étant léger et puissant est considéré comme un des roadsters sportifs mid-size les plus performants au même rang que sa rivale la Triumph Street Triple.
L'ajout d'un kit « R » dessiné par le préparateur Boxer Design permet d'aiguiser le look de la Hornet. Le kit comprend un sabot moteur, des écopes de radiateur, un sourcil soulignant le saut de vent, 2 demi coques arrière et un dosseret de selle passager, les premières versions du kit R nécessitaient la suppression des poignées passager pour le montage du capot de selle. Cette modification (réversible) rendait cependant l'utilisation en duo impossible en l'état, cette lacune a été corrigée à partir de fin 2008.

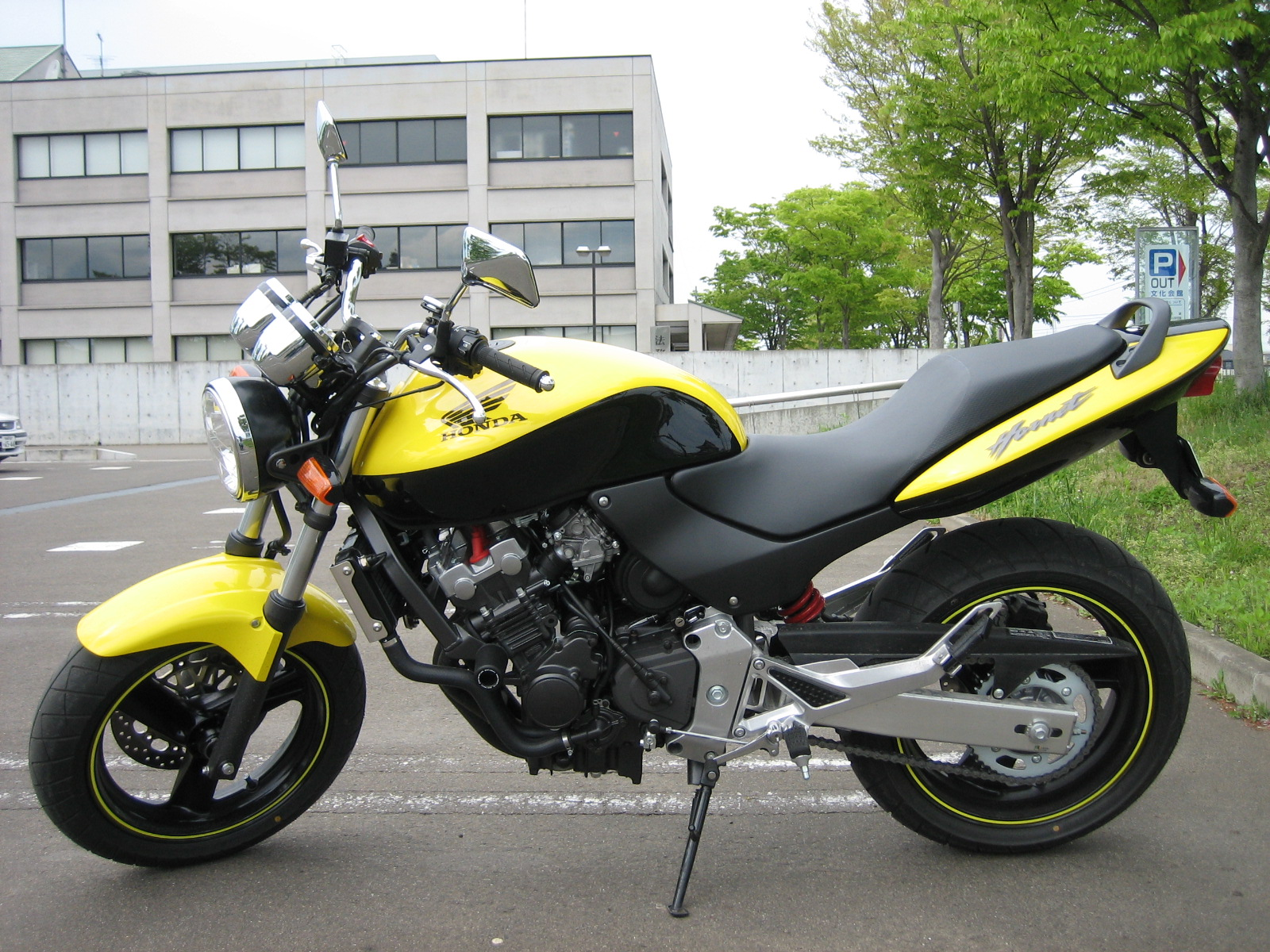
250 Hornet
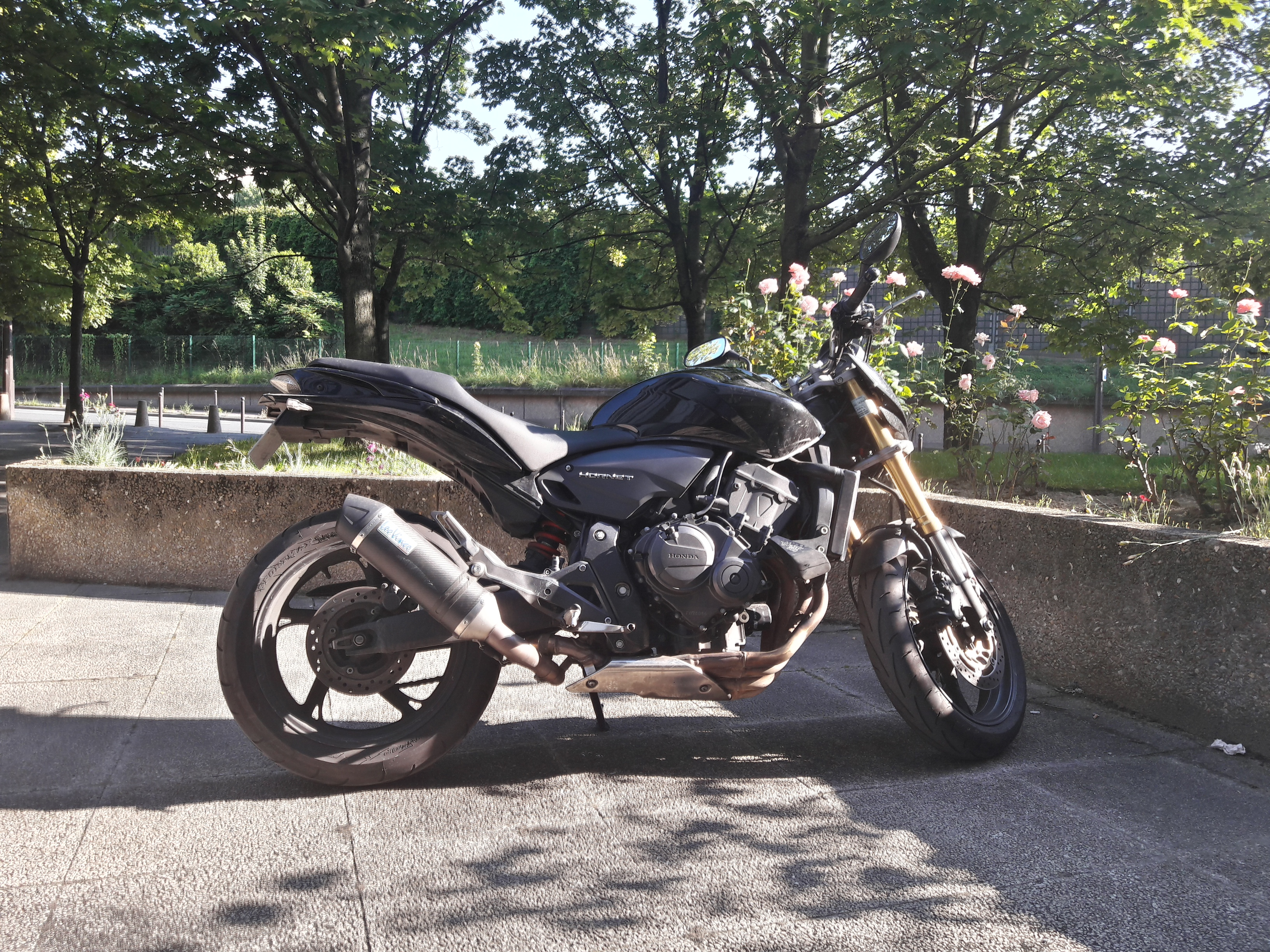
Hornet 600 de 2009
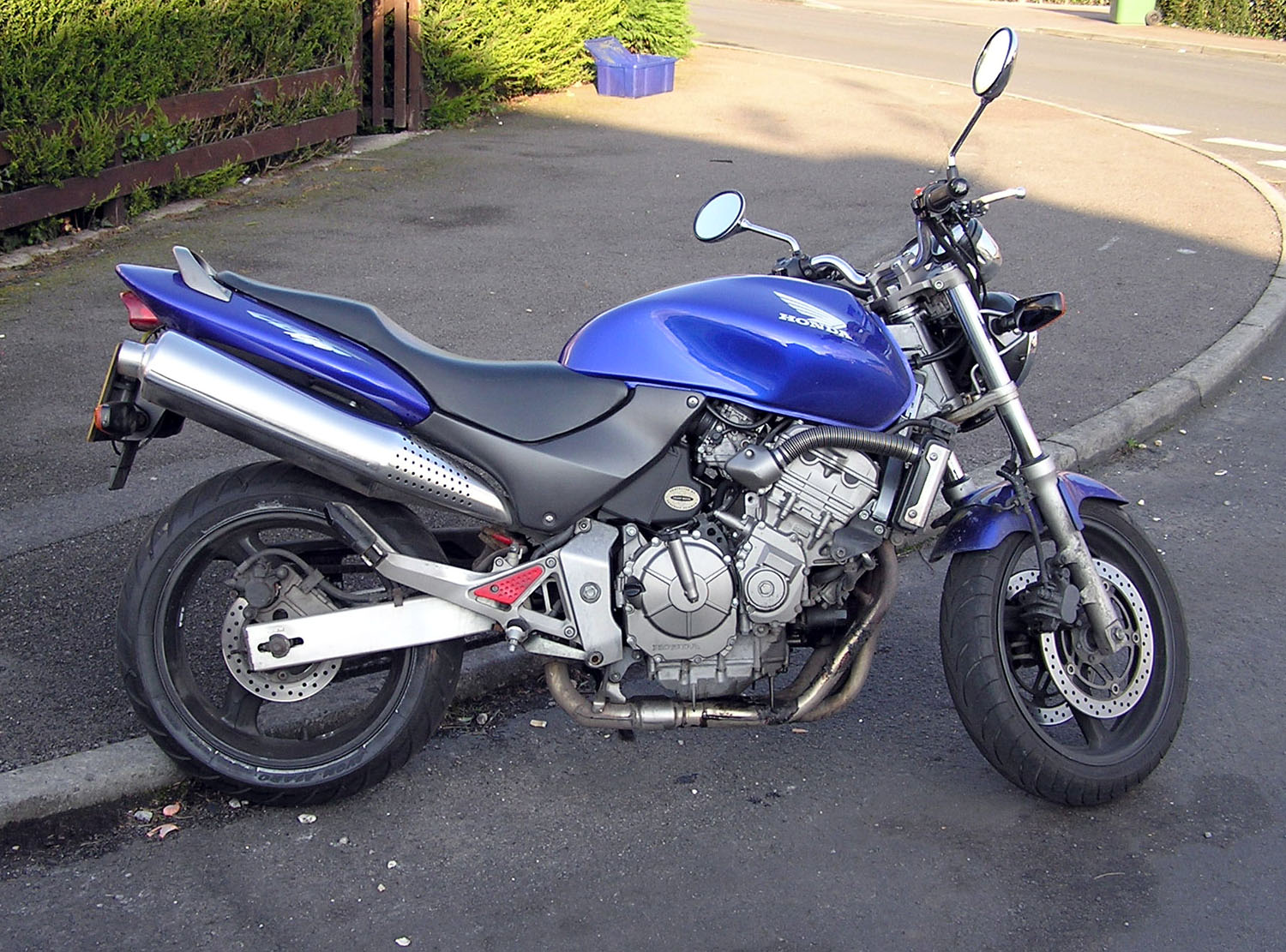
600 Hornet
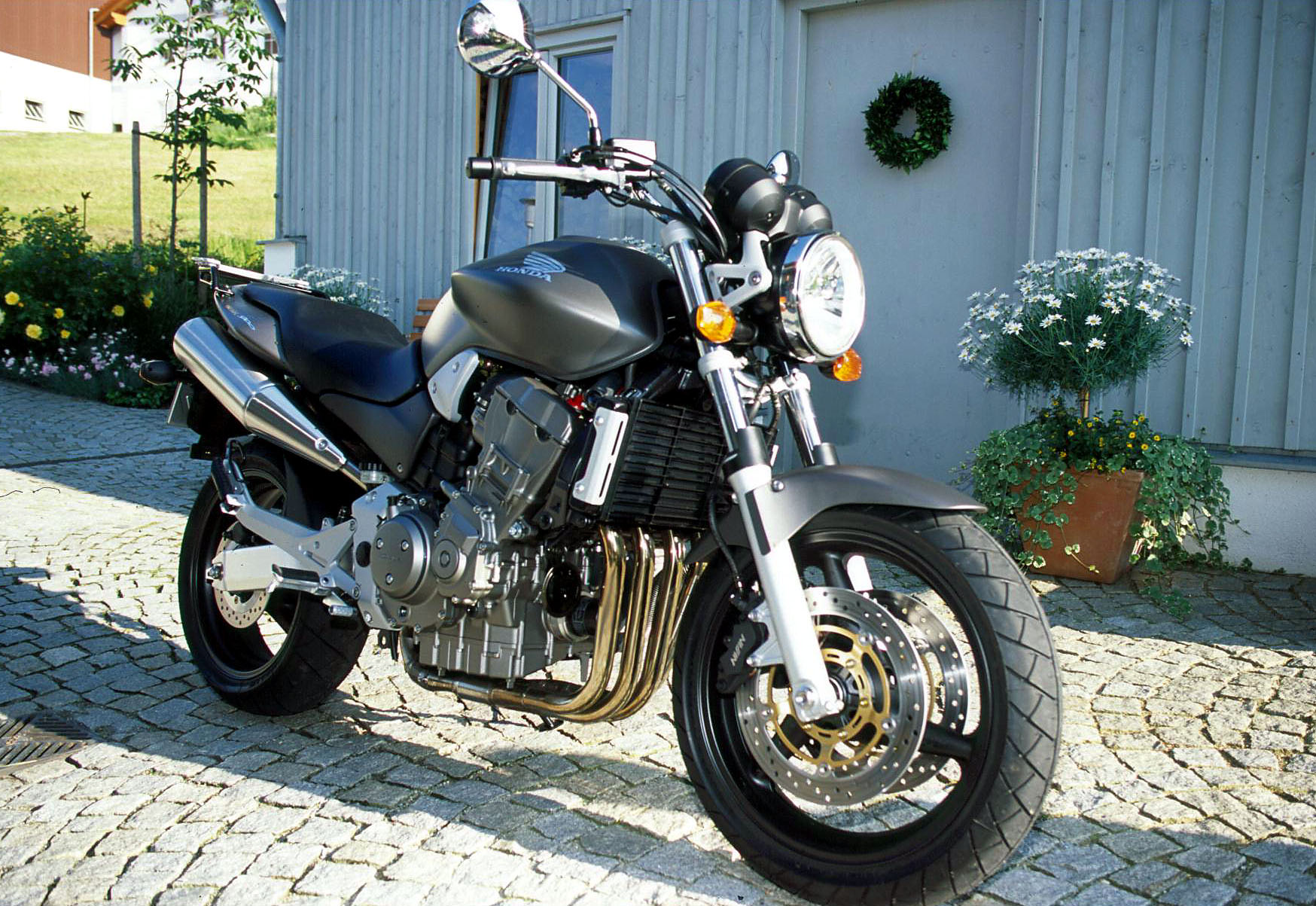
900 Hornet

L'année 2014 est la dernière année de commercialisation de la Honda Hornet.

## Nouvelle génération (2023)
Une nouvelle génération de Hornet est lancée en 2023.
Elle embarque notamment un nouveau moteur plus compact d'une puissance de 92.5 ch et 75 N m de couple.
La Honda Hornet de 2023 est équipée de LED, de clignotants à retour automatique ou encore de 4 modes de conduite.